# Cabra das Rocas
Cabra das Rocas é uma obra literária de Homero Homem (1921-1991), publicada em 1966. Em 1973, a Editora Ática incluiu o livro na Série Vaga-Lume.

## Enredo
Trata-se da história de João Brás Bicudo, o "Cabra", um menino de onze anos, órfão de mãe, filho e neto de marinheiros que vive no bairro Rocas, na cidade de Natal, no estado brasileiro do Rio Grande do Norte. É ambientada na primeira metade do século XX, quando Rocas era uma região miserável, localizada próximo ao mangue e que tinha "forte odor de podridão fermentada."
A obra evidencia a diferença social entre os "canguleiros", moradores locais discriminados pela condição social, e os "xarias", que vivem na Cidade Alta. Ganhavam este nome dos meninos das Rocas por serem comedores de xaréu, "peixe proibido à fome humilde do povo das Rocas, que o arrancava do mar à ponta de anzol e ia vendê-lo no mercado da Cidade Alta."
A aventura de João Brás é ingressar no conceituado Atheneu, uma escola frequentado por ricos. Para conseguir seu intento, toma aulas particulares de Seu Geraldo, um farmacêutico da região, mas enfrenta o preconceito dos colegas de escola e de membros da própria vizinhança. Enquanto a história se desenrola, João se apaixona por uma moradora local.

## Personagens
João Brás Bicudo - Protagonista
Budião - Amigo de João e morador da vizinhança
Porco-espinho (ou Jorge) - Herdeiro de uma família rica que tem bom trânsito nas Rocas
Mestre Brás - Pai de João, marinheiro que sonha com o filho formado
Seu Geraldo - Farmacêutico local, culto e misterioso, que ajuda a todos sem se preocupar com lucro
Dona Laura - Madrasta de João
Dora - Vizinha e amiga, por quem João se apaixona

## Tradução para o italiano
Em 1977 foi traduzido para o italiano, com o título de Gente delle Rocas.